# Els Verds de Menorca
Els Verds de Menorca és un partit polític menorquí ecologista. Es va crear el 2001. Forma part de la Confederació Els Verds estatal.
La seva política de pactes li ha duit en diverses ocasions a diversos ajuntaments de l'illa. Després de les eleccions locals, autonòmiques i als consells insulars de 2007, en les quals va concórrer en coalició amb el Partit Socialista de Menorca, Els Verds de Menorca formen part de l'equip de govern del Consell Insular de Menorca i del Govern de les Illes Balears.
Les primeres eleccions a les quals va concórrer Els Verds de Menorca van ser les locals i autonòmiques de 2003. Van obtenir un regidor a Es Castell i 1.081 vots a les autonòmiques (3% en la circumscripció menorquina). A les generals de 2004, formaren part de la coalició Progressistes per les Illes Balears, que agrupava a diversos partits situats a l'esquerra del PSOE: Esquerra Unida, Els Verds de Mallorca, PSM - Entesa Nacionalista i Esquerra Republicana de Catalunya cercaven aconseguir un escó per rompre el bipartidisme PP-PSOE en la circumscripció balear, sense èxit. A les locals, insulars i autonòmiques de 2007 van concórrer de nou en coalició, aquesta vegada amb el Partit Socialista de Menorca, en la coalició PSM-Verds. La coalició va aconseguir 5 regidors a l'illa, però cap d'ells d'Els Verds. Això no obstant, si van aconseguir un regidor a Es Mercadal a la llista liderada pel PSM. A les eleccions al Consell Insular la coalició va obtenir un diputat, també del PSM (el coordinador general d'Els Verds anava de número dos), però va entrar a formar part del pacto de govern amb el PSOE, per la qual cosa membres d'Els Verds formen part del Consell Insular. A les autonòmiques, PSM-Verds va obtenir també un diputat, del PSM, però al formar part del pacte del governo balear, també militants d'Els Verds formen part d'aquest govern. A les eleccions generals espanyoles de 2008 formaren part de la coalició Unitat per les Illes, una coalició similar a Progressistes, però que donava entrada a Unió Mallorquina al mateix temps que prescindia d'Esquerra Unida i Els Verds de Mallorca. Una candidata d'Els Verds, Glòria Domínguez, ocupava el nombre sis de la candidatura. Tampoc varen aconseguir representació al Congrés dels Diputats.
A les eleccions autonòmiques i al Consell Insular del 2011 concorren en solitari, sense el Partit Socialista de Menorca, només al municipi d'Alaior es manté la coalició PSM-Verds.
Els Verds de Menorca tenen com coordinador general i portaveu a José Francisco Suárez Roa (des de 2005).